# 艾梅·阿爾岡
弗朗索瓦·皮埃爾·艾梅德·阿爾岡（法語：François-Pierre-Amédée Argand，1750年7月5日—1803年10月14日），又稱艾梅·阿爾岡（法語：Ami Argand），是日內瓦物理學家和化學家。他將傳統油燈的燈芯從平鋪改為捲成圓筒狀，增加了燈油和燈芯的燃燒效能，由此發明了「阿爾岡燈」。